# 紐萊特鎮區 (北卡羅萊納州韋克縣)
紐萊特鎮區（英語：New Light Township）是位於美國北卡羅萊納州韋克縣的一個鎮區。

## 地方資料
紐萊特鎮區的面積為128.20平方千米，當中陸地面積為104.11平方千米，而水域面積為24.09平方千米。根據2020年美國人口普查的數據，當地共有人口10395人，而人口密度為每平方千米81.08人。